# Tristrophis siaolouaria
Tristrophis siaolouaria là một loài bướm đêm trong họ Geometridae.